# Copa d'Àfrica de Nacions 1992
El 1992 es disputà la divuitena edició de la Copa d'Àfrica de Futbol, al Senegal. La competició s'amplià a dotze equips, que es repartiren en quatre grups de tres. La Costa d'Ivori fou la campiona, ja que va derrotar Ghana en la tanda de penals de la final (11 a 10), després d'empatar a 0 el partit. Aquesta tanda va ser la primera en un gran torneig internacional en què tots els jugadors que hi havia al camp van haver de xutar un penal.

## Fase de classificació

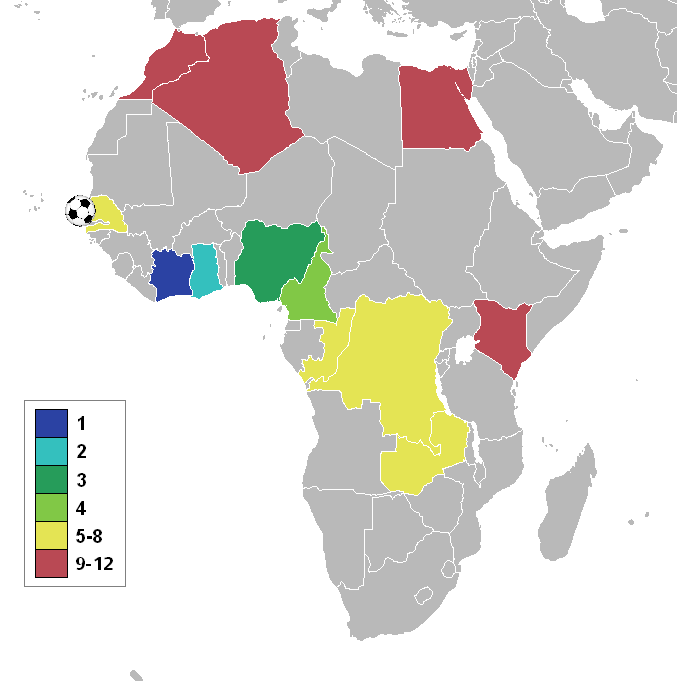
Equips classificats

Hi participaren aquestes 12 seleccions:
| Equips                  | Participacions anteriors                                                     | Millor resultat                    |
| ----------------------- | ---------------------------------------------------------------------------- | ---------------------------------- |
| Algèria (vigent campió) | 7 (1968, 1982, 1980, 1984, 1986, 1988 i 1990)                                | Campions (1990)                    |
| Camerun                 | 7 (1970, 1972, 1982, 1984, 1986, 1988 i 1990)                                | Campions (1984 i 1988)             |
| Congo                   | 4 (1968, 1972, 1974 i 1978)                                                  | Campions (1972)                    |
| Costa d'Ivori           | 9 (1965, 1968, 1970, 1974, 1980, 1984, 1986, 1988 i 1990)                    | Tercers (1965, 1968 i 1986)        |
| Egipte                  | 12 (1957, 1959, 1962, 1963, 1970, 1974, 1976, 1980, 1984, 1986, 1988 i 1990) | Campions (1957, 1959 i 1986)       |
| Ghana                   | 8 (1963, 1965, 1968, 1970, 1978, 1980, 1982 i 1984)                          | Campions (1963, 1965, 1978 i 1982) |
| Kenya                   | 3 (1972, 1988 i 1990)                                                        | Primera fase (1972, 1988 i 1990)   |
| Marroc                  | 6 (1972, 1976, 1978, 1980, 1986 i 1988)                                      | Campions (1976)                    |
| Nigèria                 | 8 (1963, 1976, 1978, 1980, 1982, 1984, 1988 i 1990)                          | Campions (1980)                    |
| Senegal (amfitrió)      | 4 (1965, 1968, 1986 i 1990)                                                  | Quart (1965 i 1990)                |
| Zaire                   | 7 (1965, 1968, 1970, 1972, 1974, 1976 i 1988)                                | Campions (1968 i 1974)             |
| Zàmbia                  | 5 (1974, 1978, 1982, 1986 i 1990)                                            | Finalistes (1974)                  |

## Seus
| Dakar             | DakarZiguinchorCopa d'Àfrica de Nacions 1992 (Senegal) | Ziguinchor               |
| Stade de l'Amitié | DakarZiguinchorCopa d'Àfrica de Nacions 1992 (Senegal) | Stade Aline Sitoe Diatta |
| Capacitat: 60.000 | DakarZiguinchorCopa d'Àfrica de Nacions 1992 (Senegal) | Capacitat: 10.000        |
|                   | DakarZiguinchorCopa d'Àfrica de Nacions 1992 (Senegal) |                          |

## Competició

### Primera fase

#### Grup A
| Pos | Equip       | PJ | PG | PE | PP | GF | GC | DG | Pts | Classificació          |
| --- | ----------- | -- | -- | -- | -- | -- | -- | -- | --- | ---------------------- |
| 1   | Nigèria     | 2  | 2  | 0  | 0  | 4  | 2  | +2 | 4   | Avança a la fase final |
| 2   | Senegal (H) | 2  | 1  | 0  | 1  | 4  | 2  | +2 | 2   | Avança a la fase final |
| 3   | Kenya       | 2  | 0  | 0  | 2  | 1  | 5  | −4 | 0   |                        |

| Nigèria                | 2–1 | Senegal     |
| ---------------------- | --- | ----------- |
| Siasia 13' · Keshi 89' |     | Bocandé 36' |

| Nigèria        | 2–1 | Kenya            |
| -------------- | --- | ---------------- |
| Yekini 7', 15' |     | Weche 89' (pen.) |

| Senegal                             | 3–0 | Kenya |
| ----------------------------------- | --- | ----- |
| Sané 46' · Bocandé 68' · Diagne 89' |     |       |

#### Grup B
| Pos | Equip   | PJ | PG | PE | PP | GF | GC | DG | Pts | Classificació          |
| --- | ------- | -- | -- | -- | -- | -- | -- | -- | --- | ---------------------- |
| 1   | Camerun | 2  | 1  | 1  | 0  | 2  | 1  | +1 | 3   | Avança a la fase final |
| 2   | Zaire   | 2  | 0  | 2  | 0  | 2  | 2  | 0  | 2   | Avança a la fase final |
| 3   | Marroc  | 2  | 0  | 1  | 1  | 1  | 2  | −1 | 1   |                        |

| Camerun        | 1–0 | Marroc |
| -------------- | --- | ------ |
| Kana-Biyik 23' |     |        |

| Marroc    | 1–1 | Zaire    |
| --------- | --- | -------- |
| Rokbi 89' |     | Kona 89' |

| Camerun        | 1–1 | Zaire    |
| -------------- | --- | -------- |
| Omam-Biyik 15' |     | Tueba 1' |

#### Grup C
| Pos | Equip         | PJ | PG | PE | PP | GF | GC | DG | Pts | Classificació          |
| --- | ------------- | -- | -- | -- | -- | -- | -- | -- | --- | ---------------------- |
| 1   | Costa d'Ivori | 2  | 1  | 1  | 0  | 3  | 0  | +3 | 3   | Avança a la fase final |
| 2   | Congo         | 2  | 0  | 2  | 0  | 1  | 1  | 0  | 2   | Avança a la fase final |
| 3   | Algèria       | 2  | 0  | 1  | 1  | 1  | 4  | −3 | 1   |                        |

| Costa d'Ivori                          | 3–0     | Algèria |
| -------------------------------------- | ------- | ------- |
| A. Traoré 14' · Fofana 25' · Tiéhi 89' | Informe |         |

| Costa d'Ivori | 0–0 | Congo |
| ------------- | --- | ----- |
|               |     |       |

| Algèria     | 1–1     | Congo       |
| ----------- | ------- | ----------- |
| Bouiche 44' | Informe | Tchibota 6' |

#### Grup D
| Pos | Equip  | PJ | PG | PE | PP | GF | GC | DG | Pts | Classificació          |
| --- | ------ | -- | -- | -- | -- | -- | -- | -- | --- | ---------------------- |
| 1   | Ghana  | 2  | 2  | 0  | 0  | 2  | 0  | +2 | 4   | Avança a la fase final |
| 2   | Zàmbia | 2  | 1  | 0  | 1  | 1  | 1  | 0  | 2   | Avança a la fase final |
| 3   | Egipte | 2  | 0  | 0  | 2  | 0  | 2  | −2 | 0   |                        |

| Zàmbia      | 1–0 | Egipte |
| ----------- | --- | ------ |
| Kalusha 61' |     |        |

| Ghana          | 1–0 | Zàmbia |
| -------------- | --- | ------ |
| Abedi Pelé 64' |     |        |

| Ghana      | 1–0 | Egipte |
| ---------- | --- | ------ |
| Yeboah 89' |     |        |

### Eliminatòries
|  | Quarts de final     | Quarts de final     |                     |        | Semifinals  | Semifinals  |  |  | Final | Final |
|  |                     |                     |                     |        |             |             |  |  |       |       |
|  | 19 de gener - Dakar |                     |                     |        |             |             |  |  |       |       |
|  |                     |                     |                     |        |             |             |  |  |       |       |
|  | Nigèria             | 1                   |                     |        |             |             |  |  |       |       |
|  | Nigèria             | 1                   | 23 de gener - Dakar |        |             |             |  |  |       |       |
|  | Zaire               | 0                   |                     |        |             |             |  |  |       |       |
|  | Zaire               | 0                   | Nigèria             | 1      |             |             |  |  |       |       |
|  | 20 de gener - Dakar |                     | Nigèria             | 1      |             |             |  |  |       |       |
|  |                     | Ghana               | 2                   |        |             |             |  |  |       |       |
|  | Ghana               | Ghana               | 2                   | 2      |             |             |  |  |       |       |
|  | Ghana               |                     | 26 de gener - Dakar | 2      |             |             |  |  |       |       |
|  | Congo               | 1                   |                     |        |             |             |  |  |       |       |
|  | Congo               | 1                   | Ghana               | 0 (10) |             |             |  |  |       |       |
|  | 19 de gener - Dakar |                     | Ghana               | 0 (10) |             |             |  |  |       |       |
|  |                     | Costa d'Ivori (p.)  | 0 (11)              |        |             |             |  |  |       |       |
|  | Camerun             | Costa d'Ivori (p.)  | 0 (11)              | 1      |             |             |  |  |       |       |
|  | Camerun             | 23 de gener - Dakar |                     | 1      |             |             |  |  |       |       |
|  | Senegal             | 0                   |                     |        |             |             |  |  |       |       |
|  | Senegal             | 0                   | Camerun             | 0 (1)  |             |             |  |  |       |       |
|  | 20 de gener - Dakar |                     | Camerun             | 0 (1)  |             |             |  |  |       |       |
|  |                     | Costa d'Ivori (p.)  | 0 (3)               |        | Tercer lloc | Tercer lloc |  |  |       |       |
|  | Costa d'Ivori (pr.) | Costa d'Ivori (p.)  | 0 (3)               | 1      | Tercer lloc | Tercer lloc |  |  |       |       |
|  | Costa d'Ivori (pr.) |                     | 25 de gener - Dakar | 1      |             |             |  |  |       |       |
|  | Zàmbia              | 0                   |                     |        |             |             |  |  |       |       |
|  | Zàmbia              | 0                   | Nigèria             | 2      |             |             |  |  |       |       |
|  |                     |                     |                     |        |             |             |  |  |       |       |
|  | Camerun             | 1                   |                     |        |             |             |  |  |       |       |
|  | Camerun             | 1                   |                     |        |             |             |  |  |       |       |

#### Quarts de final
| Nigèria    | 1–0 | Zaire |
| ---------- | --- | ----- |
| Yekini 22' |     |       |

| Camerun     | 1–0 | Senegal |
| ----------- | --- | ------- |
| Ebongué 89' |     |         |

| Costa d'Ivori | 1–0 (pr.) | Zàmbia |
| ------------- | --------- | ------ |
| Sié 94'       |           |        |

| Ghana                       | 2–1 | Congo        |
| --------------------------- | --- | ------------ |
| Yeboah 29' · Abedi Pelé 57' |     | Tchibota 52' |

#### Semifinals
| Ghana                              | 2–1 | Nigèria     |
| ---------------------------------- | --- | ----------- |
| Abedi Pelé 43' · Prince Polley 54' |     | Adepoju 11' |

| Camerun                                | 0–0 (pr.) | Costa d'Ivori                         |
| -------------------------------------- | --------- | ------------------------------------- |
|                                        |           |                                       |
| Tanda de penals                        |           |                                       |
| Makanaky · Ebwelle · Oman-Biyik · Bell | 1–3       | Sekana · M. Traoré · Yago · A. Traoré |

#### 3r i 4t lloc
| Nigèria               | 2–1 | Camerun     |
| --------------------- | --- | ----------- |
| Ekpo 75' · Yekini 88' |     | Maboang 85' |

#### Final
| Costa d'Ivori                                                                                          | 0–0 (pr.) | Ghana                                                                                                 |
| --- | --------- | --- |
| |           | |
| Tanda de penals                                                                                        |           | |
| Aka · Hobou · Sekana · M. Traoré · Tiéhi · Gadji-Celi · Kouadio · Abouo · Maguy · Sie · Gouamené · Aka | 11–10     | Baffoe · Lamptey · Naawu · Asare · Yeboah · Mensah · Armah · Abroah · Ampeah · Opoku · Ansah · Baffoe |

- Alineacions:
  - Costa d'Ivori: Gouamené - Aka, Abouo, Sekana, Hobou, Gadji-Celi, Maguy, Sié, Otokoré ( 53' M. Traoré), Tiéhi, A. Traoré ( 101' Kouadio)
  - Ghana: Ansah - Ampeah, Mensah, Baffoe, Armah, Gyamfi ( 51' Naawu), Abroah, Lamptey, Asare, Yeboah, Opoku

La tanda de penals d'aquesta final va ser la primera en un gran torneig internacional en què tots els jugadors que hi havia al camp van haver de xutar un penal.

## Campió
| Guanyador de Copa d'Àfrica 1992 |
| ------------------------------- |
| · Costa d'Ivori · Primer títol  |

## Golejadors
4 gols
- Rashidi Yekini

3 gols
- Abedi Pelé

2 gols
- Pierre Tchibota
- Anthony Yeboah
- Jules Bocandé

1 gol
- Nacer Bouiche
- Érnest Ebongué
- André Kana-Biyik
- François Omam-Biyik
- Emmanuel Maboang
- Youssouf Fofana
- Donald Olivier Sié
- Joël Tiehi
- Abdoulaye Traoré
- Prince Polley
- Micky Weche
- Said Rokbi
- Mutiu Adepoju
- Friday Ekpo
- Stephen Keshi
- Samson Siasia
- Victor Diagne
- Souleymane Sané
- Andre Kona N'Gole
- Tueba Menayane
- Kalusha Bwalya

## Equip ideal de la CAF
Porter
- Alain Gouaméné

Defenses
- Basile Aka Kouame
- Hany Ramzy
- Stephen Keshi
- Adolphe Mendy

Mitjos
- Jacques Kinkomba Kingambo
- Abedi Pelé
- Jean-Claude Pagal
- Serge-Alain Maguy

Davanters
- Rashidi Yekini
- Anthony Yeboah